# Amédée Chenal
Pour les articles homonymes, voir Chenal.
Amédée Chenal est un homme politique français né le 2 septembre 1852 à Maisons-Alfort (Val-de-Marne) et décédé le 16 octobre 1919 à Maisons-Alfort.

## Biographie
Ouvrier menuisier, il monte sa propre entreprise. Conseiller municipal de Maisons-Alfort en 1888, il est maire en 1896 et conseiller général du canton de Charenton-le-Pont en 1900. Il est député de la Seine de 1909 à 1914, inscrit au groupe radical-socialiste.
Il est enterré au cimetière de Maisons-Alfort.

## Sources
- « Amédée Chenal », dans le Dictionnaire des parlementaires français (1889-1940), sous la direction de Jean Jolly, PUF, 1960 [détail de l’édition]